# Namiseom
Namiseom es una pequeña isla en forma de media luna situada en Chuncheon, Corea del Sur, formado, ya que fue inundado por la crecida de las aguas del río del norte de Han como el resultado de la construcción de la presa de Cheongpyeong en 1944. Su nombre proviene del general Nami, que murió a la edad de 28 años, luego de haber sido acusado falsamente de traición durante el reinado del rey Sejo, el séptimo rey de la Dinastía Joseon de Corea. Aunque su tumba no fue descubierta hasta el día de hoy, hallaron un cúmulo de piedras, donde se suponía que su cuerpo sería enterrado.
Se creía que si alguien tomaba al menos una piedra de dicho lugar, ésta traería desgracia a su casa. Una compañía de turismo decoró la tumba con tierra y luego se desarrolló Namisum, como un parque de diversiones.

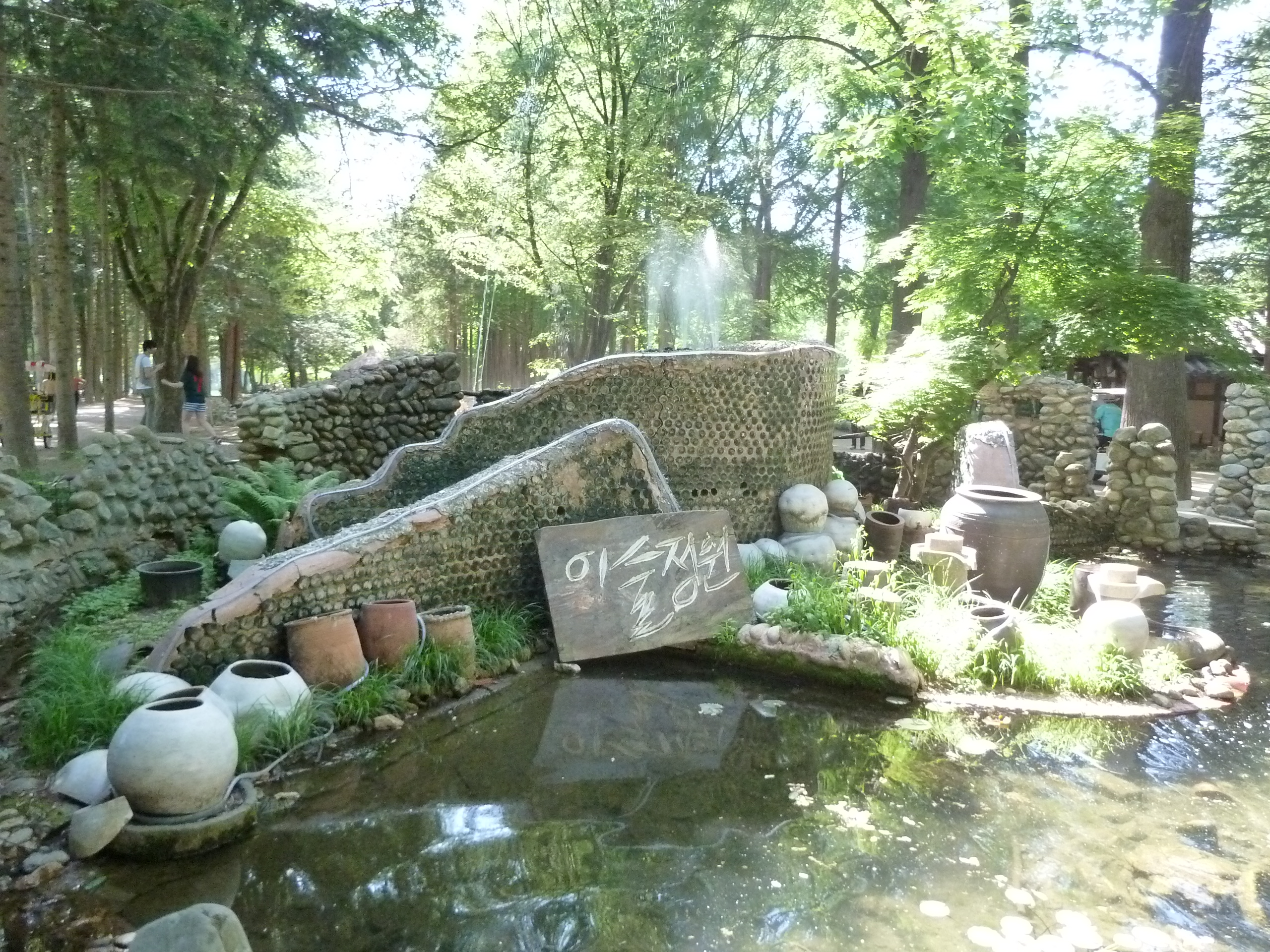
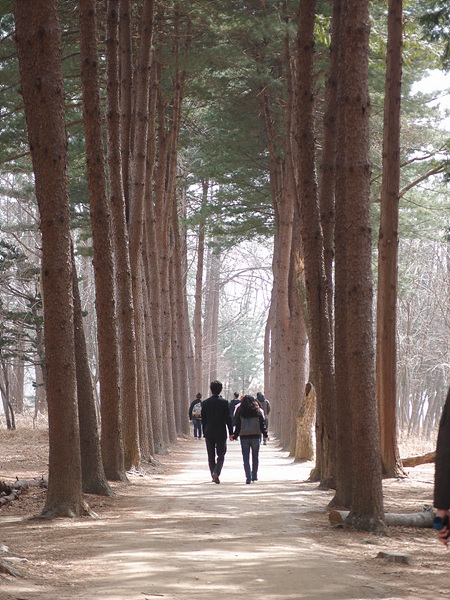